# Literarische Hermeneutik
Hermeneutik (gr. hermeneutiké techné; dt.: Auslegungs-, Übersetzungskunst) bezeichnet sowohl die literarisch-philologische Kunstlehre der Textinterpretation als auch die philosophische Theorie der Auslegung und des Verstehens überhaupt. Im Gegensatz zur textdeutenden Hermeneutik im Allgemeinen (Auslegung juristischer, religiöser, historischer, kurz: prosaischer bzw. wissenschaftlicher Texte) beschäftigt sich die „literarische Hermeneutik“ speziell mit literarischen – das heißt: poetischen – Texten (der sogenannten „schönen Literatur“). In der „ästhetischen Interpretation“, die sich das eigene Symbolsystem der Poesie (im Gegensatz zum Symbolsystem prosaisch-wissenschaftlicher Texte) zum Gegenstand der Reflexion macht, wird die literarische Hermeneutik erst ihrem Gegenstand gerecht. Die Interpretation ist als der Vollzug des Versuchs zu verstehen.

## Grundlagen der literaturwissenschaftlichen Hermeneutik
Ziel der literaturwissenschaftlichen oder genauer literaturhistorischen Hermeneutik ist das angemessene Verständnis bzw. die angemessene Interpretation eines literarischen Textes. Die literaturwissenschaftliche hermeneutische Textauslegung hat dabei ein anders geartetes Ziel als der normale Leser, dessen vorrangiges Interesse in der Regel nicht dem historischen Kontext gilt und der sich für gewöhnlich mit einem individuellen oder subjektiven Textverständnis begnügt.
Ein grundlegendes Problem jedes Verständnisprozesses eines literarischen Textes ist die Tatsache, dass es prinzipiell keine feststehenden Fakten gibt, die für sich ohne einen erneuten Verstehensprozess erschließbar oder zugänglich sind. Dieser sogenannte hermeneutische Zirkel bedeutet demnach, dass der Leser in einer methodisch geleiteten, intersubjektive Geltung beanspruchenden Textauslegung eines Textes (oder Textteils) a auch die damit im Zusammenhang stehenden Texte b, c und d verstanden haben muss, die wiederum nur verstehbar sind, wenn auch a verstanden wurde.
In normalen Kommunikationssituationen wird eine derartige Fundamentalproblematik selten relevant oder ist durch einfaches Nachfragen leicht zu beheben. Befinden sich jedoch der Autor und der Leser eines Textes in unterschiedlichen historischen, sprachlichen oder kulturellen Kontexten bzw. Umgebungen, ist dieses grundlegende Problem nur sehr schwer zu beseitigen, da hier die kulturelle und sonstige Differenz zwischen Autor/Text und Leser „immer wieder erneut die Nichttrivialität der Verstehensanstrengung belegt.“
Dennoch geht die hermeneutische literaturwissenschaftliche Textauslegung davon aus, dass durch eine „akkumulierende Perpetuierung“ derartiger Verständnisprozesse sowie durch verschiedene methodische Vorgehensweisen und Strategien, die die Verstehens- und Deutungsergebnisse des jeweiligen Textinterpreten in einer Weise abgesichert werden können, die zu einer plausiblen und intersubjektiv akzeptierten Textdeutung oder -auslegung führen. Dabei werden Plausibilitätskriterien für intersubjektiv annehmbare Interpretationsergebnisse formuliert, die vor allem folgende Momente hervorheben:
· Annahme einer (Autor-)Intention als regulativer Idee
· philologisch kontrolliertes Vorgehen (z. B. Textvergleiche, Überprüfung von Wortverwendungsweisen, Übersetzungen usw.)
· Einbeziehung der Rezeptionsgeschichte
· Rekonstruktion des Entstehungszusammenhangs des Textes einschließlich des (historischen) Erwartungshorizontes
· Verwendung (literatur-)wissenschaftlicher Terminologie und Kenntnisse
· Ausrichtung auf argumentative Schlüssigkeit und Konsistenz.
Dabei wird in der hermeneutisch orientierten Literaturwissenschaft davon ausgegangen, dass durch derartige bzw. vergleichbare Methoden und Strategien der hermeneutische Zirkel zu einer eventuell nicht abschließbaren Spirale umgebaut werden kann.
Allerdings gibt es in der literaturwissenschaftlichen Entwicklung des 20. Jahrhunderts verschiedene, mehr oder minder deutliche bzw. begründete Versuche oder Ansätze, diese Form der literarischen Hermeneutik abzulehnen. Während in der gegenwärtigen literaturwissenschaftlichen Theorie und Methodologie die Zurückweisung hermeneutischer Deutungstheorien durchaus verbreitet ist, ist das Verfahren der hermeneutischen Textauslegung in der wissenschaftlichen Interpretationspraxis Spörl zufolge „kaum eliminierbar“.
Dabei werden auch unterschiedliche Interpretationen bzw. Interpretationsergebnisse, die derartigen konsensfähigen Verfahrensweisen folgen, als möglich und gleichwertig betrachtet, solange sie die oben genannten Kriterien erfüllen.

## Philologische und ästhetische Interpretation
Interpretation (lat. interpretatio: Deutung, Übersetzung, Erklärung) bezeichnet den Prozess und auch das Resultat der Auslegung bzw. Deutung mündlicher, schriftlicher und allgemein zeichenhafter sowie symptomatischer Äußerungen auf der Basis von Verstehen bzw. hermeneutischer Bemühung; sie umspannt den Bereich der Kommunikation menschlichen Lebens überhaupt (die Alltagshermeneutik ist eines ihrer Gebiete). Im engeren Sinne bedeutet Interpretation die Auslegung schriftlicher (theologischer, juristischer, historischer, literarischer usw.) Werke in methodisch reflektierter bzw. wissenschaftlich disziplinierter, nicht nur naiverweise, und zwar nach Maßgabe der Hermeneutik als der „Kunstlehre des Verstehens“, mit der Grundregel des „hermeneutischen Zirkels“, spiralenförmig vom Teil zum Ganzen und zurück führend; im engsten Sinne bedeutet „Interpretation“ die Deutung von Kunstwerken.
Die literarische Interpretation (wissenschaftlicher Natur) unterscheidet zwischen rein „philologischer Interpretation“ erklärungsbedürftiger Aussagen, das heißt semantischer und grammatischer Klärung zeitgenössischer bzw. uns fremd gewordener vergangener Texte, und „ästhetischer Interpretation“.
Die philologische Interpretation geht, logisch gesehen, der ästhetischen Interpretation voraus; die philologische Interpretation, notwendige Voraussetzung eines jeglichen Textverständnisses, erläutert die unverständlichen Stellen eines zeitgenössischen oder tradierten Textes, beginnend bei den allereinfachsten Worterklärungen („Fiale“: Türmchen, „Maschine“ in einem Poetik-Text des 18. Jahrhunderts: Deus ex machina, Theatermaschinerie, wunderbare Auflösung eines Handlungsknotens). Die philologische Interpretation vollzieht – in methodisch reflektierterer und gesteigerter Form – im Grunde nur den Verstehensversuch, um den es schlicht jedem verständnisvollen Leser zu tun ist: Sie nähert sich dem Textsinn („meaning“), indem sie sich in die Sprach-, Formen-, Vorstellungs- und Gedankenwelt des jeweiligen Autors einliest. Dieses Weggehen vom Text verlässt jedoch nicht die Immanenz des Textes bzw. die werkimmanente Interpretation im logischen Sinn, denn sie kehrt mit dem gewonnenen Wissen zum Text – als dem Parameter des textadäquaten Verstehens – zurück. Verstehen ist logischerweise die Voraussetzung für Einverständnis oder Kritik. „In der Hermeneutik“ sucht man „nicht die Wahrheit, sondern den Verstand der Worte.“ „Nicht erst im Einverständnis gelingt Kommunikation, sondern bereits im Verstehen, weil ihre Leistung eben darin besteht, die Freiheit zum Einverständnis wie zum Widerspruch zu eröffnen.“

## Interpretation nach Umberto Eco
Umberto Eco unterscheidet in seinen Überlegungen zu Grenze und Gültigkeit von Interpretationen zwischen einer intentio operis, einer intentio auctoris und einer intentio lectoris. Zwar kann es ohne das Engagement der Rezipienten (intentio lectoris) überhaupt keine Interpretation eines Werks (und seiner intentio operis) geben, aber die Absichten des Rezipienten müssen sich allein auf die Rekonstruktion des Werksinnes richten und dürfen sich nicht verselbstständigen; geschieht dies, so kommt es zu einer „Abdrift“, einer Entfernung vom Sinn des Werks (intentio operis).
Wichtigste Kriterien der Interpretation sind nach Eco „Ökonomie“ und „Kohärenz“. Stets hat der „Text als Parameter seiner Interpretationen“ zu gelten. Die „argwöhnische Interpretation“, in Maßen stets für die Hypothesenbildung beim Interpretieren nötig, kann allerdings geradezu zu einem paranoiden Verdächtigungswahn ausarten, dies vor allem dann, wenn eine Form von „Wunder-Sucht“ das Moment des Argwohns ins Extrem treibt. Die „hermetische Abdrift“ ist für Eco besonders bei Vertretern des Poststrukturalismus (bei Derrida-Epigonen bzw. „Derridisten“) und Verfechtern der Dekonstruktion zu erkennen. Die „hermetische Abdrift“ könne man „definieren als einen Fall konnotativen Neoplasmas“, ein „krebsartig wucherndes Konnotations-Wachstum“. Die intentio lectoris setzt sich hier letztlich über die intentio operis hinweg. Eine Parallele zur „unbegrenzten Semiose“ bei Peirce sieht Eco nicht gegeben, da deren Voraussetzungen völlig andere seien; die „freie Interpretation“ darf sich auf sie nicht berufen, sie folge der „Willkür der Interpreten“, welche die „Texte so lange zurechtklopft, bis sie die Form annehmen, die [diese] für ihre Zwecke brauchen“.
Erhellend ist Ecos Einführung des Begriffs der „Benutzung“ (uso) eines Textes, die auf einer „Unterordnung des Textes unter die intentio lectoris“ beruhe. So gilt Maria Bonapartes Poe-Deutung als „Benutzung“, da die Autorin die Werke verwende, um Schlüsse auf Poes Privatleben zu ziehen. „Benutzung“ liegt jedenfalls eindeutig vor, wenn der Interpret den Originaltext weiterdichtet, in Einzelelemente zerlegt, zu Regiezwecken verändert oder Ähnliches. Hierbei handelt es sich nicht um Interpretation, auch nicht um eine „nur subjektive Interpretation“, eine bloße „Meinung“.

## Interpretation nach E. D. Hirsch
E. D. Hirsch (Eric Donald Hirsch, Jr.) hat gezeigt, dass ein Werk bzw. eine Wortfolge noch keinen bestimmten Sinn (meaning, verbal meaning) besitzt. Die Wortfolge „Ich gehe heute in die Stadt“ kann je nach Betonung vier verschiedene Bedeutungen haben. Erst die Instanz eines Bewusstseins, nämlich die des Bewusstseins des Autors, lädt die Wortfolge mit einem bestimmten Sinn auf. Für Hirsch ist sozusagen die intentio auctoris im Text enthalten, vom Text nicht loszutrennen. Was der Autor meint (mit seinem Text) hat indessen nichts mit demjenigen zu tun, was ihm beim Schreiben „durch den Kopf ging“, was an Sinnerlebnissen alles zu seinem Text geführt hat. (Dies lässt sich ja auch in der Regel überhaupt nicht eruieren.)
Hirsch trennt zwischen Sinn und „Sinnerlebnissen“ sei es die Produktion oder sei es die Rezeption betreffend. Hirschs fundamentalste und wichtigste Unterscheidung ist die zwischen „Sinn“ („meaning“) und „Bedeutung“.(„significance“). „Bedeutung“ ergibt sich auf Grund einer „Beziehung“ („relationship“) zwischen dem Textsinn und irgendeinem beliebigen Kontext. Auf der Seite des Rezipienten spielen die Sinnerlebnisse und privaten Assoziationen keine Rolle für die Interpretation des Textsinns; sie müssen jedenfalls diszipliniert von dem getrennt werden, was der Text an Fragen (und implizierten Antworten) enthält. Hier liegt auch der Grund dafür, dass Ter-Nedden „Interpretation“ radikal von „Rezeption“ (mit all ihren subjektiven und privaten Assoziationen und Affekten) trennt. Der „philologische Forschungsprozess“ kann, „anders als der Rezeptionsprozess“, „als akkumulativer LernProzess verlaufen“. „Rezeptionen sind [dagegen] unverbesserlich.“ Der Prozess der Aneignung von Literatur, d. h. der Rezeptionsprozess (der natürlich auch Fehlinterpretationen einschließt), ist unabschließbar und nicht an Fachleute delegierbar.
Für Hirsch muss erst der „Sinn“ erhellt werden, bevor es zu weitergehenden Überlegungen zu seiner „Bedeutung“ kommt; für diesen Schritt – einer umfassenderen „Deutung“ – kommt alles dies in Frage, womit der (interpretierte) Text in Beziehung gesetzt werden kann: nämlich das Leben des Autors, seine übrigen Werke, seine psychische Disposition, die entsprechende Epoche, die entsprechende Gattungsgeschichte, die Kultur-, Sozial-, Geistes-, Religions- und Mediengeschichte (und anderes mehr). Es sei die Vermengung von „Sinn“ und „Bedeutung“ das Übel, das zu den meisten Irrtümern in der Interpretationstheorie und Interpretationspraxis geführt habe. Nur die Intention des Autors (wie sie sich im Text niederschlägt) kann als Parameter bzw. Norm für eine tendenziell „richtige“ Interpretation gelten; überlässt man die Festsetzung der Norm dem Rezipienten (und seinem individuellen „reading“), dann verliert man jedes Kriterium für eine stichhaltige Interpretation („valid interpretation“).
Hirsch erkennt in der Frage nach den Implikationen die Hauptaufgabe und Hauptschwierigkeit der Interpretation: Welches sind die gemeinten, intendierten Implikationen und welches die für den bestimmten Text nicht relevanten oder gar subjektiv-privat assoziierten? Die Lösung liegt für ihn in dem Versuch, die „notwendigen Assoziationen“ („necessary associations“) durch den Kontext expliziter Äußerungen, die Kohärenz bzw. Sinnfälligkeit der Einzelmomente im Ganzen und die Angemessenheit gegenüber dem entsprechenden Gegenstand, Sinn-Typ und, umfassender, der entsprechenden „Gattung“ („genre“) als notwendige, gemeinte zu erweisen. („Rinde“ ist nur dann impliziert, wenn „Wurzel“ sich auf den Gegenstand „Baum“ – und beispielsweise nicht auf „Gras“ – bezieht.) Hierbei ist stets nur „Wahrscheinlichkeit“ und niemals absolute „Gewißheit“ zu erreichen. Nie kann ein Autor sich aller seiner Implikationen bewusst sein, folglich gehören zur Intention des Texts bzw. Autors auch die „unbewußten“ Implikationen. „Es gibt einen Unterschied zwischen dem Sinn und dem Sich-bewußt-Sein dieses Sinnes“. (Man muss sich dessen nicht bewusst sein, dass man Mitleid erheischt, wenn man mitteilt, man habe Kopfweh – so wie man sich dessen nicht bewusst sein muss, dass eine Schachtel, von der man spricht, sechs Seiten und 24 rechte Winkel impliziert.)
Der Sinn eines Textes ist nach Hirsch begrenzt, reproduzierbar und unveränderlich. (So wie ein roter Gegenstand sich gleich bleibt, auch wenn er vor verschiedenfarbigem Hintergrund jeweils einen anderen Eindruck macht.) Daher wendet sich Hirsch gegen die Vertreter des Autonomismus, Historismus und Psychologismus, d. h. gegen die Auffassung, ein Text sei autonom-unabhängig von seinem Autor (wie T. S. Eliot und Ezra Pound behaupteten), historischen Wandlungen unterworfen und für jeden Rezipienten ein anderer (da jeder Rezipient mit seinen eigenen Sinnerlebnissen an den Text herangehe).

## Poetische und prosaische Texte
Die Rezeption poetischer Werke ist nun grundsätzlich verschieden von der Rezeption prosaischer (gebrauchssprachlicher, wissenschaftlicher) Texte. Poesie hat nicht die Form des Wissens, sondern die Form des Erlebens bzw. Erinnerns; sie ist quasi die Zweitfassung unseres Erlebens, das immer nur vom Einzel-Ich vollzogen werden kann; dementsprechend ist auch die Rezeption poetischer Texte nur vom erlebenden Einzel-Ich nachvollziehbar. (Ich kenne immer nur mein eigenes Zahnweh.)
In der Poesie geht es um das Mit-Leiden, Mit-Lachen, Mit-Zittern, Mit-Hoffen, Mit-Fluchen (im Rahmen unserer Erlebnis-Kultur, die von der Wissens-Kultur – als spezifisch schriftbedingter – zu scheiden ist). Gemeint sind hiermit die Aspekte des erlebenden Einzel-Ichs, des Einzel-Ichs als des leibhaften, zeithaften, sinnenhaften, geschlechtlichen, sterblichen, sprechenden Wesens, das wir Menschen sind. Dieses Mit-Erleben wird durch die Form der Poesie, die spezifische Symbolsprache der Poesie, ermöglicht bzw. generiert, und zwar durch Bilder und Klänge, Stimmungen und aufregende Situationen, Gestik und Mimik, tragische oder komische Handlungsverläufe, Perspektivik und Erzählhaltung usw. usf. Was wir lesend oder anlässlich einer Theateraufführung erleben, lässt sich nicht verlustlos in prosaischer Sprache – also mit nicht-ästhetischen Mitteln – verbalisieren, am wenigsten in wissenschaftlicher Terminologie. In der Poesie ist der Inhalt nicht von der Form seiner Erscheinung abtrennbar.
Der poetische Code ist daher (wie die spezifische Leistung der Künste überhaupt) unersetzbar und unentbehrlich, durch nichts (Prosaisches) zu ersetzen. Hier liegt der Grund für die Notwendigkeit einer „ästhetischen Interpretation“. Man kann die Konnotationen und Metaphern, die Klänge und Erzählperspektiven also nicht im Sinne der „philologischen Interpretation“ deuten und übersetzen, man kann nur über ihre Eigenart und ihre Funktion reflektieren, man kann auf diese Phänomene quasi nur dienend hindeuten, Wahrnehmungshilfen anbieten. Eine solche „ästhetische Reflexion“ (um nicht „Interpretation“ sagen zu müssen) bereichert unsere „ästhetische Erfahrung“. „Erfahrung“ ist hier der adäquate Terminus, weil es nicht nur um den „Verstand der Worte“ geht, sondern um das Mit-Erleben, Mit-Fühlen, die Affekte, d. h. das emotionale Moment der Rezeption.
Die Unübersetzbarkeit von poetischen Werken in Gebrauchs- und Wissenschaftsprosa ist also bedingt in der Verschiedenheit der Codes bzw. Symbolsysteme; während es beim Verstehen in prosaischen Zusammenhängen nur um die Überbrückung von Informationsunterschieden innerhalb desselben Symbolsystems geht, handelt es sich beim Versuch der Interpretation, Deutung, Übersetzung poetischer Werke um das Problem einer Vermittlung zwischen zwei Codes bzw. Symbolsystemen, für welche sich der Terminus der „Reflexion“ als der geeignete erweist. Eine Interpretation im Sinne einer Übersetzung ist hier für den Exegeten nicht möglich.
Die Interpretation stellt dem Leser zwar ein Wissen bereit, doch darf das „philologische Wissen […] gerade um seines Gegenstands willen nicht zum Wissen gerinnen“. Der Rezeptionsvorgang muss immer wieder von Neuem unternommen werden. Beispielsweise ist es – anders als bei der Interpretation von juristischen oder historischen Texten – nur von transitorischer Bedeutung, wenn einem Rätsel oder einem hermetischen Gedicht dessen „entschlüsseltes Bild an die Seite“ gestellt wird. Das Gedicht – wie jedes poetische Werk – ist wie ein „Schloß, das immer wieder zuschnappt, die Erläuterung darf es nicht aufbrechen wollen“.
Die Erfassung der „ästhetischen“ Seite poetischer Texte ist also etwas Unumgängliches, etwas, das auch die schlichtesten Erscheinungen einer Alltagspoesie betrifft („ausflippen“, „baumlanger Kerl“, „stechende Sonne“); sie hat also nichts mit Ästhetizismus (im sogenannten „Elfenbeinturm“) zu tun, welcher sich allein auf die „Höhenkammliteratur“ bezieht bzw. auf deren avancierteste Werke und welcher sich einer ästhetischen L’art pour l’art-Position verschreibt, die den Zusammenhang der Poesie mit der Lebenswirklichkeit zu leugnen oder zumindest zurückzudrängen trachtet.
Auch hat das in der ästhetischen Interpretation wirksame Moment der Subjektivität (der Einzel-Ich-haften Erfahrung) nichts mit jenem „bloß subjektiven“ Meinen und Glauben zu tun, das sich auf nur private Assoziationen bezieht. Die Subjektivität poetischer Sprache ist, schon weil sie Sprache ist, intersubjektiv, mitteilbar, teilbar („shareable“) und ist darin letztlich wieder „objektiv“. Allerdings ist das Subjekt der Poesie von dem Subjekt des Wissens, des Denkens, des Urteilens, des Diskursiven verschieden; das Subjekt der Poesie – der ichhaften und personzentrierten Weltaneignung – ist ein erlebendes, Erfahrung aufnehmendes Subjekt, das Subjekt des Wissens ist das Descartes’sche „cogito“ – als Produkt der Schriftkultur, mit der die Welt des Wissens begann. Die Wissenskultur ist notwendigerweise gereinigt von Poetischem, von Konnotationen und Metaphern, von Ironie, von Persönlichem, von Emotionalem, von Subjektivem, von Situationsabhängigkeit usw. (wie Jack Goody, Ian Watt und Eric A. Havelock zeigten).
Literatur als Selbstdarstellung konkreter Subjektivität, als ich-zentrierte, personale Ich- und Weltdarstellung, geht also, schon aufgrund ihrer Gestaltqualität, über die diskursive Sprache der Information bzw. Wissenschaft hinaus; Form ist integrativer, nicht ablösbarer Bestandteil dieses Symbolsystems. Die ästhetische Interpretation reflektiert dies.

## Werkimmanente Interpretation
Die „werkimmanente Interpretation“ wird häufig ausschließlich auf die historische (deutschsprachige) Erscheinung der Interpretationspraxis nach 1945 bezogen (Emil Staiger, Wolfgang Kayser u. a.), da sie primär auf die Beschaffenheit des Werks und nicht mehr auf den Kontext der Gesellschaft (das „Volk“ des Dritten Reichs) achtete: Doch ist die „werkimmanente Interpretation“, logisch gesehen, die Voraussetzung weiterreichender, werktranszendierender Interpretationen bzw. Deutungen, da sie sowohl den immanenten philologischen Sinn bestimmt als auch zumeist den immanenten ästhetischen Beziehungs- und Formenreichtum reflektierend erläutert. Wird die Immanenz des Textes falsch verstanden, muss auch die werktranszendierende Interpretation, die Beziehungen des Werks zu Autor, Kultur- und Sozialgeschichte usw. eruiert, falsche Konsequenzen ziehen. Die „werkimmanente Interpretation“ ist also keine „Methode“ der Interpretation, sondern notwendigerweise ein erster Schritt des Verstehens; in diesem Sinn gibt es überhaupt keine „Methoden der Interpretation“, sondern nur ein „methodisches Interpretieren“. Da jeder Text andere Fragen aufwirft, determiniert er auch die Art der Herangehensweise. Was man immer wieder als psychologische oder soziologische „Methode“ beschreibt, das ist entweder ein Interpretieren psychologischer oder sozialer Aspekte der Immanenz des Textes, dessen Beschaffenheit gegebenenfalls psychologische oder soziale Implikationen (als „notwendige Assoziationen“) enthält, oder es handelt sich, zweitens, um ein Deuten im weiteren Sinne, ein Suchen nach der „Bedeutung“ (Hirsch) des Textsinns für psychologische oder soziale Phänomene außerhalb des Textes, oder es handelt sich gar um ein „Benützen“ eines Werks oder mehrerer Werke für Themen oder Theorien, die außerhalb der Literaturwissenschaft liegen.

## Werkübergreifende Interpretation
Was man werkübergreifende oder werktranszendierende Interpretation bzw. Deutung nennen könnte, kann (a) das Werk als Material und Quelle für historische, soziologische, ideengeschichtliche, religionsgeschichtliche, psychologische und weitere Deutungen bzw. Erklärungen – und auch zur (nicht-literaturwissenschaftlichen) Theoriebildung – verwenden. (In diesem Fall ist das Werk letztlich nicht eigentliches Erkenntnisobjekt, sondern nur Material für andere wissenschaftliche Ziele.) Sie kann (b) das Werk auf Entwicklung, theoretische Intentionen oder psychische Dispositionen des Autors hin untersuchen und (c) literaturbezogen das Werk auf Gattung, Stil, Motive der zeitgenössischen Literatur oder auf zeitgenössische bzw. frühere Werke und Gattungsexemplare beziehen; sie kann (d) übergreifende Zusammenhänge zwischen Werk und Kultur- und Sozialgeschichte sowie soziopsychologischen Gegebenheiten – und allen möglichen Kontexten – herstellen.
Die an der marxistischen Literaturtheorie orientierte Interpretation versuchte, das Werk als Phänomen des „Überbaus“ aus der ökonomischen „Basis“ zu verstehen, zu erklären oder gar „abzuleiten“. (Georg Lukács)
Die moderne „Antihermeneutik“, sich auf Michel Foucault, Jacques Lacan oder Jacques Derrida berufend, bewegt sich häufig im Rahmen der antiaufklärerischen Paradoxie, antihermeneutisch (d. h. nicht-verstehend) verstehen zu wollen, wenngleich sie vorgibt, in ihren „Diskursanalysen“ und „Dekonstruktionen“ subjektunabhängig, rein und objektiv bloß „Strukturen“ und „Diskurse“ und dem angeblich bornierten hermeneutischen Verstand verborgene Bedeutungen freizulegen. Die sogenannte Antihermeneutik, z. B. von Hörisch vertreten, wird von Eco der „Abdrift“ nach Maßgabe einer wild wuchernden intentio lectoris bezichtigt, welche Konnotationen zu de facto subjektiven Systemen angeblicher Implikationen ausbaut.
Susan Sontag hat – wie auch Hans Magnus Enzensberger – das Bestehen auf der „richtigen Interpretation“ als bevormundendes, autoritäres, bürokratisches und lebensfernes Verhalten (in Schule und Hochschule) gebrandmarkt. Susan Sontag attackierte die Entlarvungs- und Entschlüsselungshermeneutik (marxistischer und freudianischer Herkunft) als textvergewaltigendes Verfahren und plädierte für eine „Erotik der Kunst“ anstelle einer „Hermeneutik“ derselben. Eine solche „Erotik“ kann aber das Bemühen um eine verstehende Interpretation – und jedes Lesen gehorcht ihrer Logik – nicht ersetzen. Auch kann eine reflektierte bzw. wissenschaftliche Interpretation per se keine „Erotik“ liefern, wohl aber kann – und soll – die Interpretation – als „ästhetische Interpretation“ – Wahrnehmungshilfen für jene „Erotik“, d. h. die Lust am Text und das Erlebnispotential des Textes, bereitstellen.

## Geschichte der Hermeneutik
Die Geschichte der Interpretation bzw. Hermeneutik leitet sich von der theologischen Exegese, um philosophische und allegorische Bibeldeutung bemüht, her. Im 18. Jahrhundert verbanden sich theologische und profane Exegese zu wissenschaftlicher historisch-hermeneutischer Auslegung, deren Theorie von Friedrich Schleiermacher zu Wilhelm Dilthey und schließlich zu Hans-Georg Gadamer sowie Jürgen Habermas führte. Gadamer verortete die Basis des für unhintergehbar und universell gehaltenen hermeneutischen Erkennens in Sprache und Dialog, Verstehen vollzieht sich ihm zufolge in der „Verschmelzung“ des eigenen mit dem fremden „Horizont“.
Eine spezifisch literarische Interpretationstheorie steckt noch in den Anfängen. E.D. Hirsch hat – im Gegensatz zu poststrukturalistischen Thesen vom „Tod“ des Autors (und des „Individuums“) und vom Ende des „Sinns“ – Überlegungen zur Rekonstruktion der Autorintention angestellt. Er hält, wie Umberto Eco, an der sinngebenden Instanz des Autors, die indessen Unbewusstes mit einschließe, bzw. an der intentio operis fest, während H. R. Jauß von der Unabschließbarkeit der Deutung der unbegrenzten Sinnpotentiale eines Werks, der Divinationskraft der intentio lectoris vorbehalten, ausgeht. Jauß und seine Rezeptionstheorie (die sich von der Iserschen Rezeptionstheorie, welche von intendierten Leerstellen ausgeht, im Grunde radikal unterscheidet) gründen in der Annahme einer historisch lebendig bleibenden Dynamik eines jeden literarischen Textes. In der fortschreitenden Auslegung entfaltet – Jauß zufolge – das Original „eine Bedeutungsfülle, die den Horizont seiner Entstehung bei weitem übersteigt“.